# Gabrje pod Špilkom
Gabrje pod Špilkom este o localitate din comuna Lukovica, Slovenia, cu o populație de 37 de locuitori.